# ミロリュブ・アレクシッチ
ミロリュブ・アレクシッチ（セルビア語: Мирољуб Алексић、1919年8月10日 - 2016年1月12日）は、セルビアの教授、画家。

## 経歴
ニシュ出身であり、第二次世界大戦中には捕虜になった経験もある。ニシュで教育を受けた。1945年から1949年までベオグラードの美術アカデミーにてイヴァン・タバコヴィッチに師事した。卒業後はニシュの高等学校で美術の非常勤教師となり、1949年から1956年までニシュの芸術学校で教授を務めた。
1956年から1962年までStevan Sremacでデッサンの教鞭を執っていた。
1959年にはセルビアの美術家協会の会員となり、1974年から1983年まで美術学校の校長を務めた。
1989年から1994年までは、ニシュの美術家協会の会長を務めた。96歳で死去し、ニシュの墓地に埋葬された。

## 作品
- ニシュ、ザイェチャル、レスコヴァツの美術館や、そのほか世界各国のコレクターや蒐集家が所持している。また、国内外で100以上のグループ展に参加した。